# HD 3772
HD3772 є хімічно пекулярною зорею спектрального класу
A9 й має видиму зоряну величину в
смузі V приблизно 10.0.

## Пекулярний хімічний вміст
Зоряна атмосфера HD3772 має підвищений вміст Si.